# Luisa Kiala
 Luisa Kiala (* 25. Januar 1982 in Luanda) ist eine angolanische Handballspielerin.

## Karriere
Luisa Kiala spielte anfangs beim angolanischen Verein Atlético Petróleos de Luanda. Im Januar 2016 unterschrieb sie einen Vertrag beim Stadtrivalen 1º de Agosto.
Kiala gehört dem Kader der angolanischen Nationalmannschaft an, mit der sie an den Olympischen Spielen 2004, 2008, 2012 sowie 2016 teilnahm. Bei den Olympischen Sommerspielen 2016 war sie die Fahnenträgerin der angolanischen Olympiamannschaft. Weiterhin gehörte die Rückraumspielerin fünf Mal dem angolanischen WM-Kader an. Bei der WM 2011 in Brasilien belegte sie mit 44 Treffern den sechsten Platz in der Torschützenliste.
Ihre Geschwister Marcelina und Natália Bernardo spielen ebenfalls Handball.